# Горан Иконић
Горан Иконић (Зворник, 23. март 1980) је бивши босанскохерцеговачки кошаркаш. Играо је на позицији бека. 

## Каријера
Каријеру је почео у Дрини из Зворника, за чији први тим је дебитовао у сезони 1996/97, док се клуб такмичио у Првој лиги Републике Српске. Из Дрине је отишао у словеначку Роглу, након чега се вратио у БиХ и играо за Рудар из Угљевика и Леотар из Требиња. Праву афирмацију стиче у дресу сарајевске Босне где је провео четири сезоне и освојио два пута Првенство и једном Куп Босне и Херцеговине. Сезону 2009/10. је почео у украјинском Доњецку, али је у јануару 2010. прешао у словеначку Крку. Са екипом из Новог Места је на крају сезоне освојио титулу првака Словеније. У наредној 2010/11. сезони је поред одбрањене титуле првака државе освојио и Суперкуп Словеније као и први међународни трофеј у историји клуба - ФИБА Еврочеленџ, када је проглашен и најкориснијим играчем финалног турнира. Касније је наступао за Каршијаку, Политехнику, Работнички, Стеауу, швајцарски Монте да би се у августу 2016. вратио у екипу Босне. Провео је целу 2016/17. сезону у Босни, почео је и наредну 2017/18. али је средином новембра 2017. одлучио да заврши играчку каријеру. Поново се активирао у сезони 2019/20. када је повремено наступао за швајцарски Веве.
Са кошаркашком репрезентацијом Босне и Херцеговине је наступао на Европском првенству 2011. у Литванији. 

## Успеси

### Клупски
- Босна:
  - Првенство Босне и Херцеговине (2): 2005/06, 2007/08.
  - Куп Босне и Херцеговине (1): 2009.
- Крка:
  - Еврочеленџ (1): 2010/11.
  - Првенство Словеније (2): 2009/10, 2010/11.
  - Суперкуп Словеније (1): 2010.

### Појединачни
- Најкориснији играч финала Еврочеленџа (1): 2010/11.